# Dürnbucher Forst
Der Dürnbucher Forst ist ein zum Großteil gemeindefreies Gebiet im niederbayerischen (Landkreis Kelheim), teilweise auch oberbayerischen Teil der Hallertau (Landkreis Pfaffenhofen an der Ilm).

## Geographie

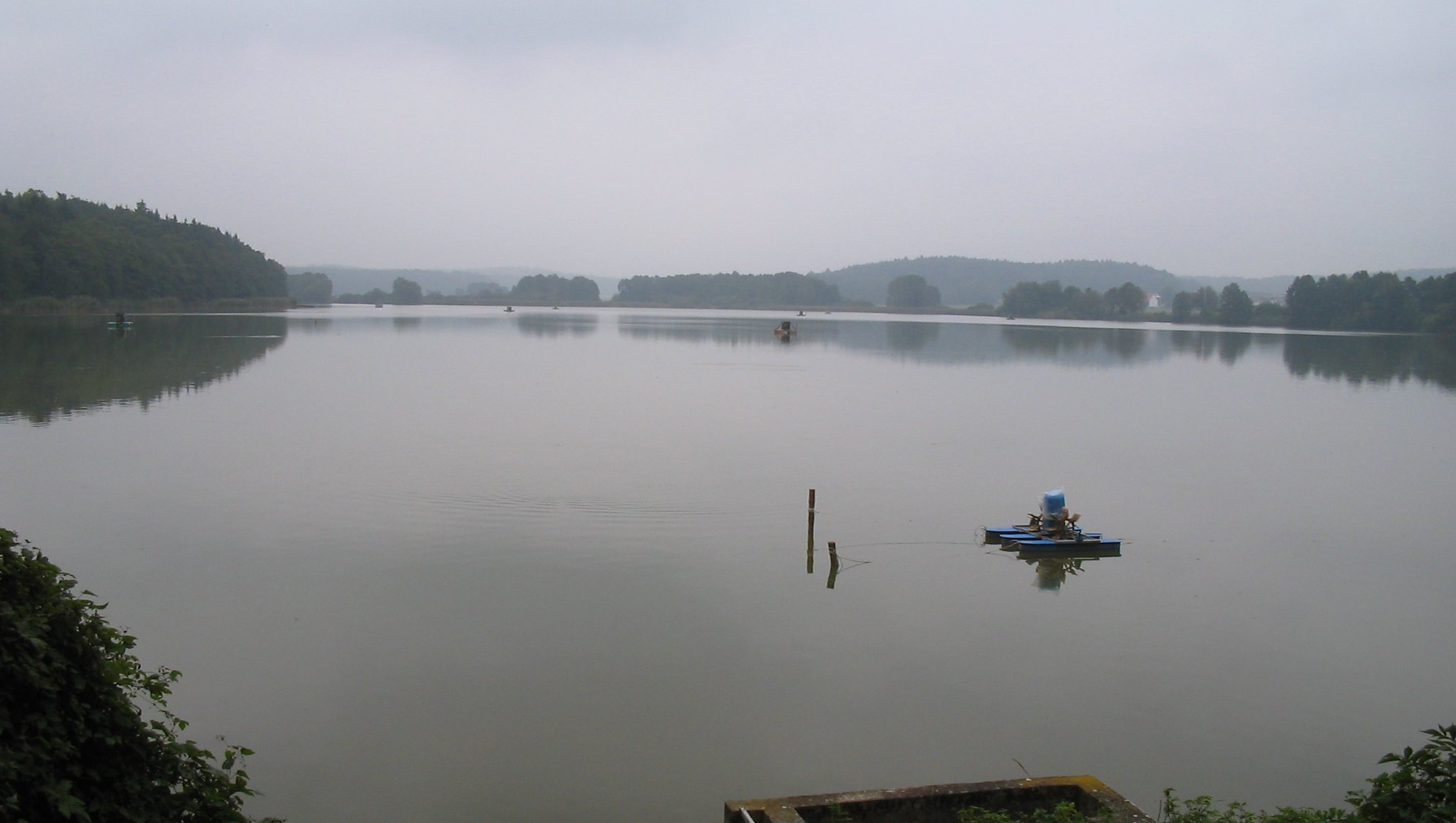
Blick über die Fischweiher im westlichen Teil

Das gemeindefreie Gebiet ist mit einer Gesamtfläche von rund 44,74 km² eines der größten Bayerns, ist deckungsgleich mit der gleichnamigen Gemarkung und liegt im westlichen Teil des Landkreises Kelheim. Die Fläche zum Gebietsstand 1. Oktober 1966 betrug 47,6029 km². Das im Zusammenhang bewaldete Gebiet erstreckt sich über das gemeindefreie Gebiet hinaus,

im Westen auch über die Kreisgrenze in das Stadtgebiet von Vohburg an der Donau (Gemarkung Oberwöhr) und das Gemeindegebiet von Münchsmünster im Landkreis Pfaffenhofen an der Ilm.
Es wird von den Bundesstraßen 16 und 299 im Norden begrenzt, im Osten und im Süden von den Bundesstraßen 300 und 301 sowie der Bundesautobahn 93. Die Orte Geibenstetten und Umbertshausen liegen auf Rodungsinseln im Wald.
Im Forst gibt es zahlreiche Quellen, aus deren Abläufen folgende Bäche entstehen: Wolfsgraben, Schallerbach, Kaltenbrunner Bach, Schrannenbach.
An fast allen dieser Bäche findet man kleinere Fischteiche, die vornehmlich zur Forellenzucht genutzt werden.
Im äußersten Westen befindet sich das Teichgebiet Einberger Weiher, welches im allgemeinen Sprachgebrauch auch Straßberger Weiher genannt wird.

## Geschichte

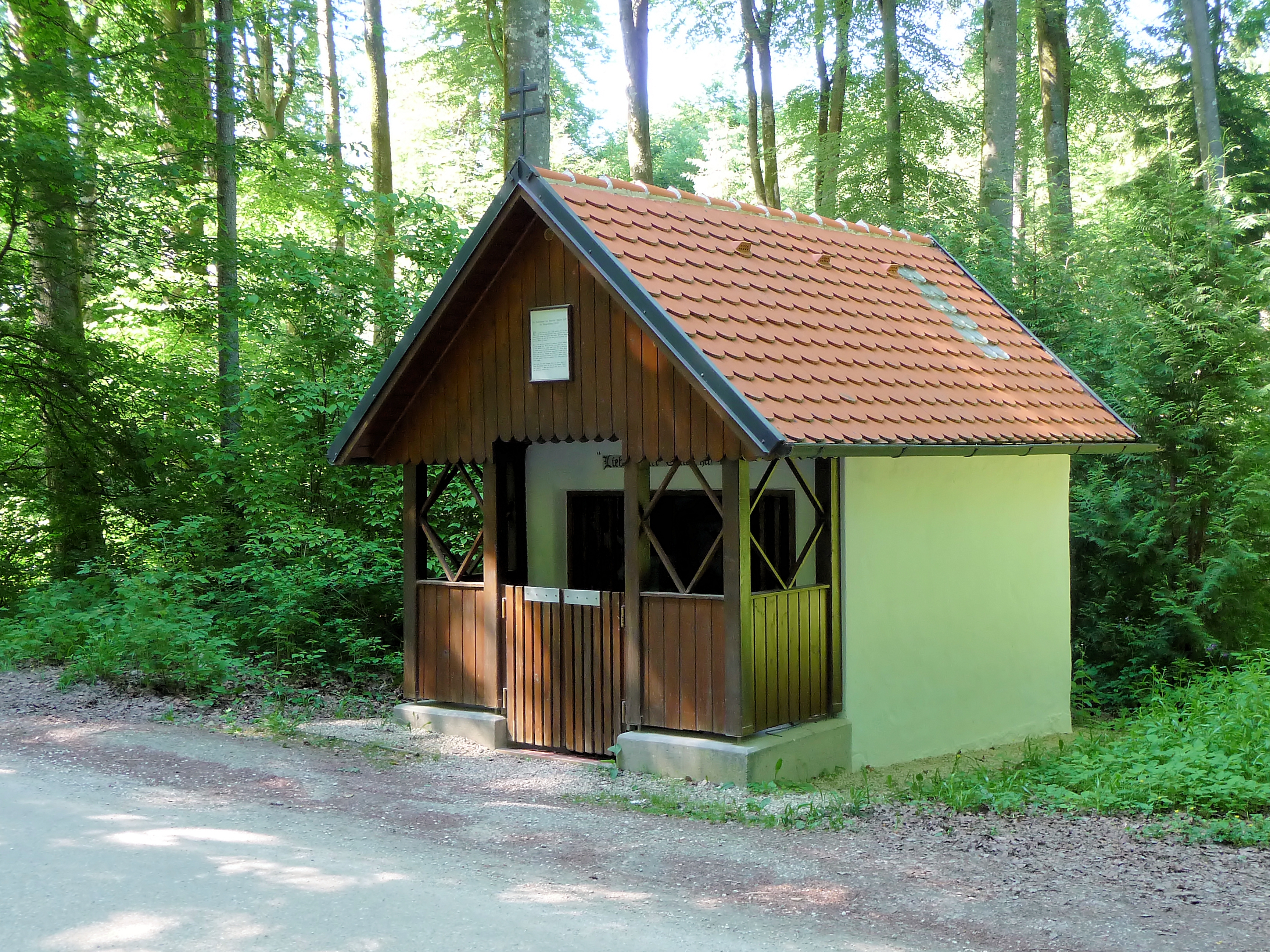
Mariahilf-Kapelle

Der Dürnbucher Forst befand sich ausgehend vom 6. Jahrhundert im Besitz des jeweiligen Herrscherhauses. Seine Größe und Geschlossenheit hat er der Tatsache zu verdanken, dass seine Nutzung im Verlaufe der Jahrhunderte „außerhalb des öffentlichen Gebrauchs gestellt war“ (= Einforstung). Den Anwohnern wurden zur Befriedigung ihres alltäglichen Bedarfs zwar verbriefte Holzentnahmerechte gewährt, Rodungen waren aber nach Ende der bajuwarischen Landnahme im Grundsatz verboten.
Als erste Eigentümer traten die Agilolfinger in Erscheinung. Nach dem Sturz von Herzog Tassilo III. im Jahre 788 fiel der Forst an Karl den Großen. 1180 erhielten die Wittelsbacher, welche dort in den nachfolgenden Jahrhunderten immer wieder gerne aufwändige Jagden veranstalteten, den Forst zunächst als Lehen. Im Jahre 1806 wurden die Holzentnahmerechte abgelöst und die „Rechtler“ erhielten als Entschädigung Waldflächen zu Eigentum. 1923 ging im Zuge der Ablösung der Monarchie die westliche Hälfte an den Wittelsbacher Ausgleichsfonds. Die östliche Hälfte wurde Staatsforst.

## Flora und Fauna
Vorherrschend sind mit 80 % Anteil Nadelbäume, vorwiegend Kiefern und Fichten. Der Rest sind Buchen- und Mischwälder. Auf einem 291 ha großen ehemaligen NATO-Trainingsplatz für Bombenabwürfe im Norden bei Siegenburg sowie östlich davon im Kleinprivatwald befinden sich Binnendünen. Im Süden befinden sich die Streuwiesen des 260 Hektar großen Forstmooses.
Die südlich der Donau sehr seltene Bechsteinfledermaus ist im Dürnbucher Forst nachgewiesen. In den dauerfeuchten, quelligen Tälern im Forst kommen auch Amphibien vor, so zum Beispiel die Erdkröte und der Teichmolch.

## Verschiedenes

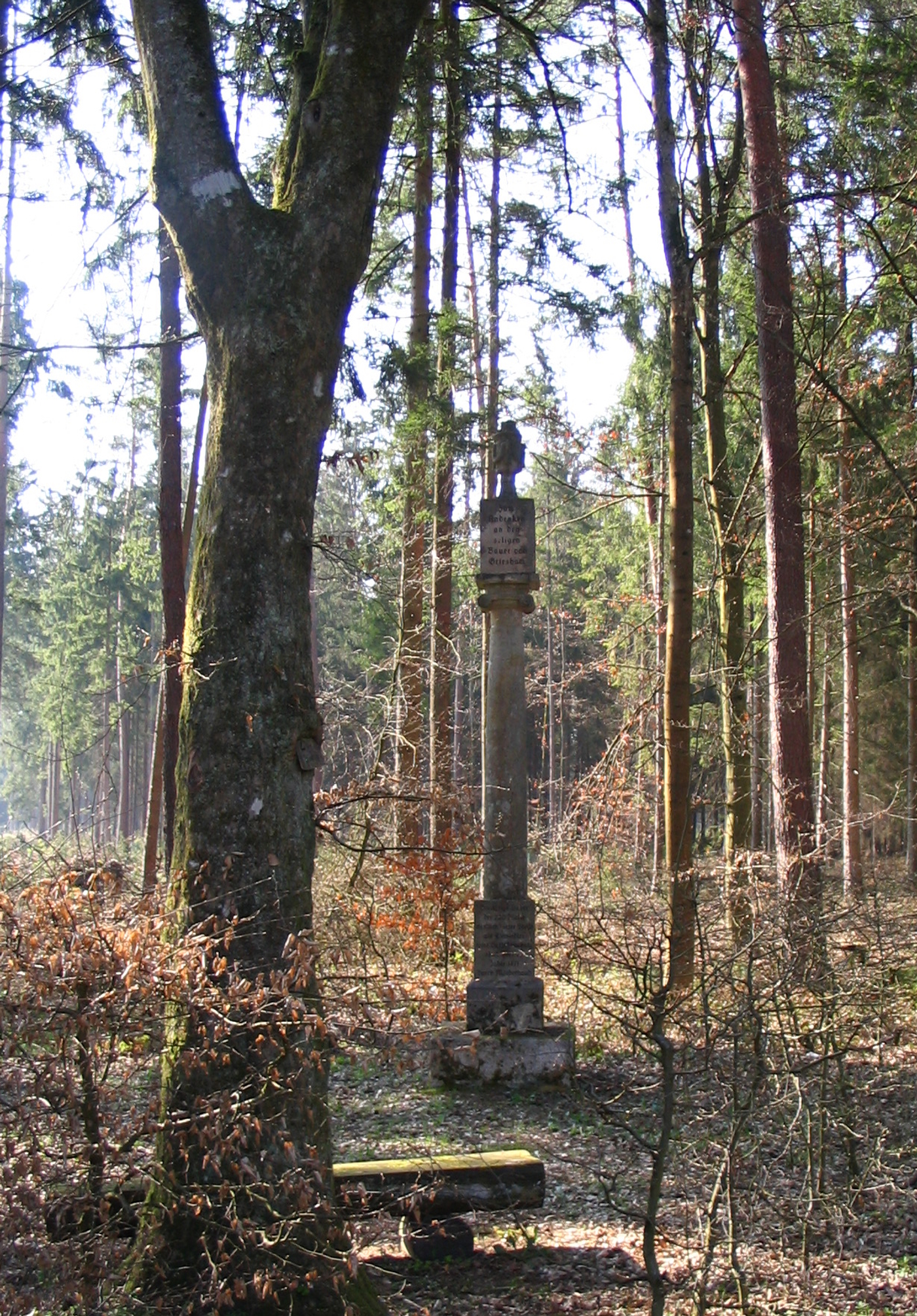
Seliger-Bauer-Gedenksäule

Dürnbuch bedeutet so viel wie mit Buchen bestückter Wald auf wasserarmen Grund.
An der Verbindungsstraße zwischen Elsendorf und Münchsmünster befindet sich die Mariahilf-Kapelle. Dort wurde um 1745 ein Krämer von Räubern überfallen und durch die Anrufung der Muttergottes gerettet.
Nur wenige Meter neben der heutigen B 300 erinnert eine fünf Meter hohe Gedenksäule an den „Seligen Bauern von Vohburg“, auch „Seliger Bauer von Griesham“ genannt, welcher im Dürnbucher Forst als Einsiedler lebte und 1471 ermordet wurde. Die Inschrift lautet: „Der selige Bauer, der 200 Meter westlich dieser Stelle als Einsiedler seine Hütte bewohnte, starb dort im Jahre 1471 durch Mörderhand“.
Der Forst wird von der Forstdirektion des Wittelsbacher Ausgleichsfonds in Ingolstadt, den Bayerischen Staatsforsten, dem Geschäftsbereich Bundesforst der Bundesanstalt für Immobilienaufgaben sowie sehr vielen Kleinprivatwaldbesitzern bewirtschaftet.
Zum 1. Januar 2014 wurde das 2,3 km2 große Gebiet des ehemaligen Luft-Boden-Schießplatzes Siegenburg in das Gemeindegebiet des Marktes Siegenburg eingegliedert.